# Carlos Dujovne
Carlos Dujovne (Colonia Carmel, provincia de Entre Ríos, Argentina, 15 de marzo de 1903 – Buenos Aires, ídem, 17 de julio de 1973), quien era apodado El Obispo y utilizaba el seudónimo de Carlos Fuentes, fue un editor, periodista y dirigente comunista argentino. Fue el padre de la escritora Alicia Dujovne Ortiz. Militante del Partido Comunista, viajó muy joven a la Unión Soviética y vivió allí algunos años antes de ser enviado a Latinoamérica para difundir el ideario comunista; con tal motivo viajó a Perú y Chile antes de retornar a Argentina, donde se dedicó a editar libros relativos al marxismo. Sufrió cárcel en 1943 en razón de sus ideas políticas y a los dos años de salir en 1945 se alejó del Partido Comunista. En la década de 1950 estuvo en Bolivia asesorando al gobierno en la reforma agraria que encaraba.

## Vida personal
Sus padres fueron Samuel Dujovne y Sara Brun, judíos originarios de Kurilovich en Ucrania, cerca de Mohyliv-Podilskyi, que emigraron al país para vivir en una de las colonias judías creadas por el barón de Hirsch en la provincia de Entre Ríos, donde nació Carlos Dujovne. El matrimonio, que tuvo otros tres hijos llamados Saúl, Susana y León, se mudó a Córdoba en 1909. Samuel Dujovne era maestro y hablaba varios idiomas pero nunca se adaptó al nuevo país y a poco se suicidó.
Su esposa, la escritora Alicia Ortiz, lo conoció en 1935 con el nombre de guerra de Carlos Fuentes en una reunión de la Aiape -Asociación de intelectuales antifascistas-, que estaba vinculada al Partido Comunista argentino.

## Actividad política
En 1918 integró el grupo fundador del Partido Comunista  argentino. En 1923 viajó a la Unión Soviética que se había creado un año antes, donde Ben Sion Dujovny, un primo de su padre, era presidente del Banco Central de Moscú, con el propósito de participar allí de la revolución iniciada en 1919. Hizo el servicio militar a las órdenes de Semión Budionni, un militar de caballería de destacada actuación durante la revolución bolchevique y la Guerra Civil Rusa y en la Guerra Polaco-Soviética que posteriormente, en 1935, fue ascendido a mariscal. Estudió en el Departamento Internacional de la Facultad de Derecho de la Universidad Estatal de Moscú donde obtuvo el título de doctor en ciencias sociales en tanto paralelamente trabajaba con su primo en el Banco y desde 1927 fue asesor sudamericano en el Comisariado del Pueblo de Relaciones Exteriores, un organismo que tras la Revolución de Octubre sustituyó hasta 1946 al ministerio de exteriores del Gobierno Provisional Ruso.
En 1927 Dujovne fue comisionado para acompañar a Henri Barbusse escritor, periodista y militante comunista francés. y ofició de intérprete durante la entrevista que tuvo con  Stalin. En abril del año siguiente estuvo como traductor en la Conferencia Sindical Latinoamericana celebrada en Moscú y en 1929 el Profintern lo envió a Montevideo para ocuparse clandestinamente en el mes de mayo del Comité Organizador del Congreso de fundación de la Confederación Sindical Latinoamericana.
En 1930 viajó a Lima para participar con Paulino González Alberdi en la reorganización del Partido Comunista Peruano debido a la situación creada al fallecer su fundador José Carlos Mariategui. Al año siguiente participó como delegado de la Confederación Sindical Latinoamericana en la Conferencia sindical de la Confederación General de Trabajadores del Perú cuyos estatutos habían sido redactados por Mariátegui y que en 1930 había sido declarada ilegal por el dictador Luis Miguel Sánchez Cerro.
A continuación fue a Chile, gobernado en ese momento por el general Carlos Ibáñez, donde trabajó en las tareas de organización y de agitación. Al producirse el 31 de agosto de 1931 la Sublevación de la Escuadra de Chile intentó, al igual que otros militantes comunistas, conectarse con los rebeldes. El 4 de junio de 1932 se desencadenó el golpe de Estado liderado por el coronel Marmaduke Grove junto a Carlos Dávila, Arturo Puga y Eugenio Matte; estos tres formaron una junta que proclamó el establecimiento de una República Socialista en Chile. Dujovne colaboró entonces en la organización del "Soviet de Obreros, Campesinos, Mineros, Soldados, Marineros e Indios", que tuvo por sede inicial la casa Central de la Universidad de Chile, y que a poco fue disuelto como consecuencia del nuevo golpe de Estado encabezado por Carlos Dávila. Después de esos acontecimientos Dujovne retornó a Argentina cruzando a caballo la cordillera de los Andes y aprovechó una ley de amnistía que lo beneficiaba en su carácter de infractor al servicio militar obligatorio. 
En 1940 fundó en Buenos Aires la Editorial Problemas que, en época, fue la mayor empresa de toda Latinoamérica en orden a la difusión de materiales marxistas.
La dictadura militar surgida del golpe de Estado de 1943 clausuró la editorial y quemó las existencias de libros. Carlos Dujovne , al igual que centenares de militantes comunistas, fue detenido sin proceso, a la orden del Poder Ejecutivo y confinado hasta 1945 en la cárcel de Neuquén, donde compartió la celda con Luis Víctor Sommi, en condiciones muy duras. La cárcel construida en 1904 había sido declarada inhabitable y hacía 10 años que estaba como depósito sin presos.
Luis Víctor Sommi escribió acerca de su paso por la cárcel de Neuquén:

“La mayoría de los presos éramos obreros. En esta etapa de la “revolución”, los mandones se habían especializado en la caza de los militantes obreros que no se dejaban domesticar…También había estudiantes, abogados, médicos y profesores que pagaban con la prisión su digna y valiente resistencia a la dictadura”(pág.19). “La comida era insoportable…En realidad, el preso político se alimentaba con el paquete solidario que…le llevaban sus familiares, amigos o camaradas” (pág.21) “Aislados sin diarios” (pág.41)… los responsables… perseguían con calculada frialdad nuestro derrumbe físico y moral…el régimen carcelario ha dejado hondas huellas en la salud de todos (pág.51) que sufrían “agudo proceso de descalcificación” (pág.55) “…en agosto de 1944 el 84 % de los reclusos estaba enfermo (pág.56)… “En el invierno de 1944 el tifus” (pág.58) “no había medicamentos” (pág.61). “…hubo días de 13 y 14 grados bajo cero …nos prohibían todas nuestras prendas personales de abrigo…El reglamento así lo disponía …hombres de más de 60 años…tenían que soportar los crudos fríos…sin más abrigo que el pobre y humillante uniforme del penal …no había calefacción…amigos y familiares…nos enviaron guantes de lana…y…el director los mandó al depósito.(págs.62-66) “…visitas de 10 minutos 2 veces por semana” (pág.70).

Volvió a su casa con “más reumatismos y menos dientes” y, disconforme tanto con la cerrada oposición del PCA al peronismo como con el curso de la experiencia soviética en la URSS, en 1947 dejó en silencio al PCA, pasando a ser lo que la jerga partidaria denomina un "muerto civil" que implicó la más completa soledad política –salvo su amistad con otros disidentes como Sommi o Real- excepto un período, en la década de 1950, en que asesoró al vicepresidente de Bolivia –y presidente desde 1956- Hernán Siles Suazo. Fue así que en el decreto sobre reforma agraria su firma apareció junto a la del líder sindical Juan Lechín. Cuando retornó a Buenos Aires, si bien veía con simpatía las ideas desarrollistas del partido de Arturo Frondizi, sus diferencias con Rogelio Julio Frigerio impidieron que se integrara a la Unión Cívica Radical Intransigente.
Falleció en Buenos Aires, el 17 de julio de 1973.